# 有頂天レストラン
『有頂天レストラン』は、2021年5月23日よりYouTubeで配信されている宮迫博之と鈴木拓によるトークバラエティ番組である。
キャッチコピーは「異種格闘料理対決」。5000万から1億の予算をかけて制作されていることが明かされているが、予想を大きく下回る視聴数によって赤字になってしまった。

## 概要
日本全国の料理人を応援する大型YouTube番組である。スタジオを会員制レストランに見立て、新進気鋭の料理人とモンスターシェフと呼ばれる番組代表シェフが味、料理テクニックで対決する。モンスターシェフに勝利するとモンスターの称号を得られる。
初回の対決は5分間で料理をつくり上げる「5ミニッツクッキング」、10万円以上の食材で料理をつくる「10万円ワンディッシュ対決」で行われた。
配信は宮迫の個人Youtubeチャンネル「宮迫ですッ!【宮迫博之】」にて行われる（ラーメンコロシアム回前編のみ「SUSURU TV」で配信）。2022年2月5日配信分以降は配信が行われていない。
YouTubeでもテレビ番組水準の番組作りができることを証明した一方で、かつての人気番組『料理の鉄人』を模したような内容であること、オリジナリティや“YouTubeらしさ”の欠如などが指摘されている。

## 出演者

### MC
- 宮迫博之（元雨上がり決死隊）
- 鈴木拓（ドランクドラゴン）副支配人、事実上の進行役。
- 2021年7月24日配信分では鈴木に代わって泉谷しげる、2022年2月5日配信分ではSUSURUが副支配人となる[5]。

### 審査員
- デヴィ夫人
- 池上雄太
- 森田隼人
- フォーリンデブはっしー

### チャレンジャーレポート
- つつみひろき

### モンスターリポート
- ニシキドアヤト

### ナレーション
- 龍谷修武